# Franz Deutsch
Franz Deutsch (Graz, 25 augustus 1928 – aldaar, 28 juli 2011) was een Oostenrijks wielrenner.

## Belangrijkste overwinningen
1950
- 3e en 7e etappe Ronde van Oostenrijk

1951
- Eindklassement Ronde van Oostenrijk

1952
- 1e, 3e, 4e en eindklassement Ronde van Oostenrijk

1953
- 1e en 3e etappe Ronde van Oostenrijk

1954
- 8e etappe Ronde van Oostenrijk

1956
- 6e en 7e etappe Ronde van Oostenrijk

1957
- 3e etappe Ronde van Oostenrijk